# Umberto Caligaris
Umberto Francesco Luigi Caligaris (født 26. juli 1901 i Casale Monferrato, død 19. oktober 1940) var en italiensk fodboldspiller, der blev verdensmester med Italiens landshold ved VM i 1934 på hjemmebane.
Caligaris spillede for A.S. Casale, Juventus F.C. og Brescia Calcio. Han var i Juventus med til at blive italiensk mester fem år i træk (1931-1935).
Han debuterede på det italienske landshold i 1922. Han var med til OL 1924 i Paris, hvor han spillede i to af de tre kampe, Italien fik, inden de blev elimineret i kvartfinalen.
Han spillede flere kampe i de første udgaver af den mellemeuropæiske internationale turnering, og han var igen med til OL 1928 i Amsterdam. Her spillede han i alle kampene, der resulterede i, at Italien vandt bronze efter Uruguay, der vandt guld, og Argentina, mens Italien vandt kampen om bronze 11-3 over Egypten.
I 1934 var han med i den italienske trup til VM på hjemmebane. Italien blev her verdensmestre efter finalesejr over Tjekkoslovakiet, men Caligaris fik ikke spilletid i turneringen, så derfor blev en kamp i den mellemeuropæiske internationale turnering tidligere i 1934 hans sidste landskamp. Han opnåede i alt 59 landskampe i en tretten år lang periode; han var anfører i seksten af kampene. Han havde rekorden med fleste landskampe helt frem til 1971.
Efter sin aktive karriere var Caligaris træner i et par af sine tidligere klubber, indtil hans pludselige død i 1940 af en aneurisme.